# سيدي بولعلام (سيدي بولعلام)
سيدي بولعلام هي إحدى مشيخات المملكة المغربية، تتبع جغرافيا لإقليم الصويرة وإداريًا لسيدي بولعلام. يقدر عدد سكانها بـ 7880 نسمة حسب الإحصاء الرسمي للسكان والسكنى لسنة 2004.